# Eriopyga macrolepia
Eriopyga macrolepia är en fjärilsart som beskrevs av George Francis Hampson 1905. Eriopyga macrolepia ingår i släktet Eriopyga och familjen nattflyn. Inga underarter finns listade i Catalogue of Life.